# 주간고속도로 제10호선
주간고속도로 제10호선(영어: Interstate 10, I-10)은 미국 남서부 캘리포니아주 로스앤젤레스군 샌타모니카(Santa Monica)에서 남동부 플로리다주 잭슨빌(Jacksonville)을 잇는 총 연장 3959.53km의 태평양에서 대서양을 연결하는 최남부 동서축 고속도로이지만 짧은 노선인 4호선과 8호선이 조금 더 아래에 위치한다. 10호선은 미국의 전 주간고속도로 중 90호선, 80호선, 40호선 다음인 4번째로 길고 남북축 10개 고속도로 중 85호선을 제외한 나머지 9개와 모두 교차한다.